# كيفن بينيت
كيفن بينيت (بالإنجليزية: Kevin Bennett)‏ (15 أغسطس 1975 ببرمنغهام في المملكة المتحدة - ) هو ملاكم بريطاني، صنّف ضمن فئة وزن الويلتر والوزن المتوسط الخفيف ‏ ووزن خفيف الوسط ‏ ووزن الخفيف.

## إحصائيات
خاض خلال مسيرته 22 نزالا.

## روابط خارجية
- كيفن بينيت على موقع بوكس ريك (الإنجليزية) (registration required)